# دراسة الثقافات المعاصرة
دراسات الثقافة الشعبية هي دراسة الثقافة الشعبية من منظورها النقدي والتي تجمع بين دراسات الاتصال والدراسات الثقافية. أول مؤسسة تقدم درجة البكالوريوس والماجستير في الثقافة الشعبية هي قسم الثقافة الشعبية بجامعة بولينغ غرين ستيت والتي أسست من قبل راي بي براون.
في أعقاب عمل مدرسة فرانكفورت، تُعتبر الثقافة الشعبية بمثابة مجال للاستفسار الأكاديمي وساعدت أيضاََ في تغيير آفاق التخصصات الأكثر رسوخًا. لقد انهارت الحواجز المفاهيمية بين ما يسمى بالثقافة العُليا والدونية والتي أدت إلى تصاعد اهتمام الناس بالثقافة الشعبية ومنهل تشمل وسائل إعلام متنوعة مثل الكتب المصورة والتلفزيون والإنترنت. يُنظر إلى هذه الانقسامات بين الثقافة العُليا والدونية على أنها تمييزات سياسية أكثر من كونها جمالية أو فكرية يمكن الدفاع عنها.

## النظريات التقليدية للثقافة الشعبية
تم تشكيل مجتمع جماهيري بواسطة عملية التصنيع في القرن التاسع عشر من خلال تقسيم العمل، والمنظمة الصناعية واسعة النطاق، وتركيز سكان المناطق الحضرية، والمركزية المتزايدة لصنع القرار، وتطوير نظام الاتصالات الدولية المعقدة في تزايد الكتلة الحركات السياسية. ولذلك مصطلح «المجتمع الجماهيري» تم تقديمه من قبل الأيديولوجيين المناهضين للالأرستقراطية والأرستقراطيين واستُخدم أيضاً ضد قِيم وممارسات المجتمع الصناعي. نظريات الثقافة الشعبية غالبًا ما تتعرض للتحيز وتنشأ من منظور عام.
كما يشير آلان سوينجوود في أسطورة الثقافة الجماهيرية ،  فإن النظرية الأرستقراطية للمجتمع الجماهيري يجب أن ترتبط بالأزمة الأخلاقية الناجمة عن ضعف مراكز السلطة التقليدية مثل الأسرة والدين. المجتمع الذي تنبأ به خوسيه أورتيغا غاسيت، تي إس إليوت وآخرون سوف تهيمن عليه الجماهير الفلسفية، دون مراكز أو تسلسل هرمي للسلطة الأخلاقية أو الثقافية. على سبيل المثال هذا المجتمع لا يمكن للفن أن يعيش إلا بفصل الجماهير عن روابطه وتكون هذه الطريقة بالانسحاب كملجأ للقيم المهددة. من خلال القرن العشرين، قام هذا النوع من النظريات بالتعديل بين معارضة الفن المستقل الغير مهذب، والثقافة الجماهيرية التجارية.

### نظرية صناعة الثقافة
وعلى النقيض تماما من وجهة نظر الأرستقراطية، تكون نظرية صناعة الثقافة التي طورها علماء النظريات النقدية في مدرسة فرانكفورت مثل ثيودور دبليو أدورنو وماكس هوركهايمر وهربرت ماركوسي. من وجهة نظرهم، فإن الجماهير تهيمن عليها بالتحديد صناعة ثقافية شاملة تطيع فقط لمنطق الرأسمالية الاستهلاكية. مفهوم أنطونيو غرامشي للهيمنة (انظر: الهيمنة الثقافية)، أي هيمنة المجتمع من قبل مجموعة معينة تبقى في السلطة عن طريق الاعتراض الجزئي على مطالب المجموعات الأخرى وقمعها جزئيًا، والتي لا يعمل من الآن وصاعداً. مبدأ مفهوم الهيمنة أنه هدف لتحقيق طبقة اجتماعية مضطهدة. استغرق النظام أكثر بسبب أن نظام الدولة يهيمن بشكل أكبر.

### نظرية التطور التدريجي
إن النظرة الثالثة للثقافة الشعبية، والتي تتلاءم مع الأيديولوجية الليبرالية التعددية والتي غالباً ما تسمى «التطور التقدمي»، متفائلة بشكل علني. إنه يرى أن الاقتصاد الرأسمالي يخلق فرصًا لكل فرد للمشاركة في ثقافة يتم دمقرطتها تمامًا من خلال التعليم الجماهيري وتوسيع أوقات الفراغ والسجلات الرخيصة والورق المقوى. كما يشير سوينجوود في أسطورة الثقافة الجماهيرية ،  لم يعد هناك أي هيمنة هنا بعد الآن. في هذا الرأي، لا تهدد الثقافة الشعبية الثقافة العالية، ولكنها تعبير حقيقي عن احتياجات الناس.

## دراسات الثقافة الشعبية المعاصرة
بغض النظر عن السلائف مثل Umberto Eco وRoland Barthes ، فقد تم تطوير دراسات الثقافة الشعبية كما نعرفها اليوم في أواخر السبعينيات والثمانينيات. كانت الأعمال المؤثرة سياسياً يسارية بشكل كبير ورفضت وجهة النظر «الأرستقراطية». ومع ذلك، فقد انتقدوا أيضًا تشاؤم مدرسة فرانكفورت: تقبل الدراسات المعاصرة حول الثقافة الجماهيرية، على ما يبدو، أن أشكال الثقافة الشعبية تستجيب لاحتياجات الجمهور الواسعة. كما أكدوا على قدرة المستهلكين على مقاومة التلقين والاستقبال السلبي. وفي الأخير، تجنبوا أي مفهوم متجانس للثقافة الجماهيرية. وبدلاً من ذلك، حاولوا وصف الثقافة ككل بأنها تشكيل معقد للخطابات التي تتوافق مع اهتمامات معينة، والتي يمكن أن تهيمن عليها مجموعات محددة، ولكنها أيضًا مرتبطة دائمًا باللهجة مع ومستخدمينها الأصل ومستمعينها.
مثال على هذا الاتجاه هو أندرو روس «لا احترام». المثقفون والثقافة الشعبية (1989). لا يقدم فصله عن تاريخ موسيقى الجاز والبلوز والروك سردًا خطيًا يعارض الموسيقى الشعبية الأصيلة لصناعة التسجيلات التجارية، ولكنه يوضح كيف تطورت الموسيقى الشعبية في الولايات المتحدة، من العشرينات وحتى اليوم، من تفاعلات معقدة بين الشعبية، دوائر طليعية ودوائر تجارية، بين الشباب من الطبقة الدنيا والمتوسطة، بين السود والبيض.

### آثار لنظرية صناعة الثقافة
لا تزال وجهات النظر التقليدية حياة طويلة. النظرية التي تم التخلي عنها على نطاق واسع هي النظرة المتجانسة المتشائمة بشأن صناعة الثقافة في مدرسة فرانكفورت. ولكن لا تزال موضع نقاش ساخن. يمكن تلخيص النقد الذي أثير في ثلاث حجج رئيسية. بدايةً، تخلت نظرية صناعة الثقافة تمامًا عن المفهوم الديالكتيكي الماركسي للمجتمع. وفقا لهذا الرأي فإن كل دفعة تأتي من الأعلى. المقاومة والتناقض مستحيلة، ويتم التلاعب بالجمهور إلى السلبية. يؤكد آلان سوينجوود وآخرون على أن نظرية فرانكفورت يجب أن تُرى في ضوء الإحباطات اليسارية حول فشل الثورات البروليتارية في أوائل هذا القرن، وسهولة خضوع الدول الأوروبية للفاشية.
والتوبيخ الثاني هو أن هذا الرأي قد يكون نخبويًا مثل نظيره الأرستقراطي. كلاهما يؤسس المفكر الوحيد المستقل وذو الحكم الذاتي باعتباره النور الوحيد في مجتمع الزومبي. وهكذا وصل الماركسيون السابقون إلى مدح غير منتقد لثقافة الطبقة العليا المناهضة للثورة. يقودنا هذا إلى حجة ثالثة، وهي قدمت بالفعل في الستينيات من قبل أومبرتو إيكو. في مجتمع جماهيري تهيمن عليه الدولة، لا يمكن للشرمان الوحيدين الوحيدين والمفكرين التراجع إلا في برجه العاجي. لا تؤخذ تاريخية الوضع المعاصر في الاعتبار، لذلك يتم تجاهل تناقضاتها الداخلية، وبالتالي يمكن اعتبار الثورة طوباوية بحتة فقط. وبالتالي، فإن نظرية صناعة الثقافة ستؤدي إلى السلبية وبالتالي تصبح حليفا موضوعيا للنظام الذي تتظاهر بانتقاده.
بطبيعة الحال، فإن التأثير الذي تمارسه مدرسة فرانكفورت في المقام الأول والأكثر أهمية هنا بسبب أن كل نصوصهم تقدم نفس النظرة الجامدة. في Das Schema der Massenkultur ،  على سبيل المثال، يناقش Adorno «نواة الفردية» التي يتعذر على صناعة الثقافة معالجتها، مما يجبره على تكرار تلاعبه بشكل مستمر.
على الرغم من أن هذا الرأي حول الثقافة الشعبية، فإنه لا يزال يترك بعض الآثار وعلى سبيل المثال في النظريات التي تصور السرد باعتباره محافظًا أيديولوجيًا بالضرورة مثل شارل جريفيل برودكشن دي لينتر رومانيسك . في مثل هذه النظريات الأيديولوجية المهيمنة على أنها مجرد رسائل والتي يتم نشرها في هذه الحالة من خلال أشكال الخيال القصصي. وهكذا يصلون بسهولة إلى تمجيد الأدب التجريبي باعتباره ثوريًا بالضرورة. ومع ذلك، قد يهملون حقيقة أن الإيديولوجية ليست فقط في الرسالة بل في موقع الرسالة في الخطاب الاجتماعي العام، وفي موقع منتجيها في التكوين الاجتماعي.
نظريات أخرى تستسلم بسهولة للفكر متجانسة تنبع من حركات التحرر من الجماعات المضطهدة. النظرية النسوية المبكرة، على سبيل المثال، غالباً ما تصف المجتمع على أنه يهيمن عالمياً وعبر التاريخ من قبل الأبوية في كل جانب من جوانب الحياة، وبالتالي تقديم نظرة تحقيرية للمرأة التي تدعي أنها تدافع عنها. كما يجادل أندرو روس  ، فإن الملاحظة نفسها تتحدث عن الرواية المقبولة على نطاق واسع لتاريخ موسيقى الروك باعتبارها تخصيصًا مستمرًا للموسيقى السوداء من قبل صناعة موسيقى بيضاء. فقط الدراسات التي تحلل القمع الثقافي للمثلية الجنسية يبدو أنها تتخذ موقفا أقل حتمية.

### التعددية الليبرالية المعاصرة
في الروايات التعددية الليبرالية للثقافة الشعبية، فإن النظرية حول وظيفتها المزعومة للتحرر والديموقراطية فيتم دفعها في الوقت الحاضر في أغلب الأحيان إلى خلفيتها السابقه. هذا النوع من النقد، الذي غالباً ما ينتج عن أشخاص ناشطون أيضًا في الكتابة الأدبية الشعبية بأنفسهم، يرقى في كثير من الأحيان إلى إعادة صياغة ويعاني من التعرّف غير الناقد على عنصر الدراسة. أحد الأهداف الرئيسية لهذا النوع من النقد هو إنشاء شرائع تاريخية من الأنواع الشعبية وداخلها في صورة الثقافة الشرعية. ولذلك هذا النهج فقد اتهم بالذي يسمى النخبوية.
وبكل ببساطة يمكن للمثقف في هذا الرأي أن يستمتع تمامًا بالثقافة غير المرغوب فيها بسبب خلفيته الثقافية العالية ولكن القارئ العادي لا يمكنه أبدًا الارتقاء إلى الخطاب الفكري الذي هو موضوعه. مثال على هذا الشكل من الاعتمادات هو توماس روبرتس An Aesthetics of Junk Fiction (1990). على الرغم من أن روبرتس يدعي أنه يبعد عن دراسات الخيال الكنسي، إلا أنه يبرر قراره (الضمني) بفرض نماذج شرعية على الخيال الشعبي على النحو التالي: «إذا كان الأشخاص الذين قرأوا غوته وأليساندرو مانزوني وبوشكين يقرؤون الخيال الممتع أيضًا بكل سرور، هناك في قصة المباحث أكثر مما أدركه منتقدوه، وربما أكثر مما اعترف به كتابه وقراءه»،  وهذا يوضح إستراتيجية متكررة: إضفاء الشرعية على الخيال الشعبي على أساس استخدامه للروايات الأدبية المقنعة، واستجابة الجمهور الشرعي لها.
إذا نظرنا إلى كل الآراء التي تم وصفها في هذا المقال كحالات لكل من أطروحة ونقيض أي حجة، فهو عالم أقل شهرة، بلانكا دي ليزور الذي تمكن من إنتاج التوليف أخيرًا. في الخط الاجتماعي لميمز وليرنر، ترى الأدب كمؤسسة اجتماعية ضرورية : تلبية حاجة اجتماعية أساسية: ضرورة شرح وتبرير وتعزيز رؤية المجتمع العالمي، والقيم والأفكار والمعتقدات، من خلال تصويرهم «في العمل» في كلمات والسرد الذي نتعلم منه جميعا. ليس هذا فقط: إن التعبير عن المشاعر التي يُتوقع أن تصاحب الأعمال والأحداث المصورة، يشكل أيضًا جزءًا أساسيًا من دوره الاجتماعي، حيث أننا نتوقع بشكل طبيعي أن الأدب يفسر مشاعرنا ويبلغها ويعدلها ويعلمها أيضاً. ولهذا السبب يوجد الأدب في كل ثقافة إنسانية بعبر التاريخ.
نظرًا لدورها الأساسي وحاجتنا إليها، ستجد الأدب دائمًا طريقه إلى أحدث التقنيات والتكيف معها إلى قنوات التوزيع المتوفرة بشكل أوسع. وهذا هو السبب أيضًا في أن الأعمال التي تمثل بنجاح قيم وأفكار ومعتقدات جماهيريًا، وتحقق نجاحًا تجاريًا، ستصبح في الوقت نفسه موضوعًا لضغوطات لا يمكن التغلب عليها --..فقدان النجاح بمجرد أن يتمكن ممثلوا القوة من استبدال رسالة المجتمع لوحدهم.
طور دي ليزور، المنبثق من مجال الدراسات الأدبية، نظرية أدبية كاملة تفسر جماليات الأعمال الشعبية واستراتيجياتها ومواردها وأنواعها ونقدها على نحو معنى متكامل، في مقابل النقد الأيديولوجي أو المتحامل.

### الفكر المروع المعاصر
على قدم المساواة على قيد الحياة هو وجهة نظر الأرستقراطية نهاية العالم على الثقافة الجماهيرية وتدمير الفن الحقيقي. كما يكتب أندرو روس  ، فإن تاريخ الثقافة الشعبية هو أيضًا تاريخ للمثقفين، ولخبراء ثقافيين مهمتهم تعيين أنفسهم هي تحديد الحدود بين الشعبية والمشروعة. لكن في المجتمع المعاصر، تمارس السلطة المشتتة من قبل المثقفين «التقنيين» الذين يعملون لأغراض محددة وليس للبشرية. وفي العالم الأكاديمي، يهدد الاهتمام المتزايد بالثقافات الشعبية وهامشية القيم المطلقة التي بنى عليها المثقفون استقلاليتهم.
تسبب مارشال ماكلوهان في الستينيات بغضب شديد بسبب تصريحه بأن المفكرين التقليديين الموجودين في الكتب أصبحوا غير مهمين في صياغة القواعد الثقافية في العصر الإلكتروني. هذا لا يعني أنهم فقدوا أي قوة سياسية حقيقية، وهو ما لم يكن يتمتع به المثقفون الإنسانيون. هذا يعني بأنهم يفقدون السيطرة على مجالهم، مجال الفن، والإنتاج الرمزي المقيد (بيير بورديو). بينما في القرن التاسع عشر، تمكن المثقفون من بناء الفن كمجال مناسب ومغلق لا يُسمح فيه سوى للحضور بالحكم، فقد رأوا أن هذا الحكم الذاتي أصبح أكثر تهديدًا من قبل المجتمع الجماهيري في القرن العشرين. لم يكن العامل الرئيسي هنا هو التوسع الكمي لثقافة الاستهلاك، ولا تغلغل التجارة في مجال الفن من خلال ظهور الكتب الورقية ونوادي الكتب . بعد كل شيء، كانت حماية الفن من البساطة والتجارة هي بالضبط المهمة التي وضعها المثقفون لأنفسهم.
الأهم من ذلك هو اختفاء ما أطلق عليه "القصص الكبرى" خلال هذا القرن، واستجواب وجهات النظر العالمية الشاملة التي تقدم تفسيرات متماسكة للعالم وأدلة لا لبس فيها للعمل. كما يجادل جيم كولينز في الثقافات غير المألوفة،  لم يعد هناك صوت متسيّد بسبب تجمع الامركزي من الأصوات والمؤسسات المتضاربة مع بعضها البعض. يجب أن يكون الوعي المتزايد بالتباين التاريخي والثقافي للفئات الأخلاقية مشكلة لفئة فكرية اعتمدت موقفها على الدفاع عن القيم العلمانية ولكن عبر التاريخ.
هذا يقودنا إلى مشكلة ثانية يواجهها المثقفون الإنسانيون، وهي تفتيت الجمهور. لا يزال بإمكان مفكري القرن التاسع عشر أن يخبروا أنفسهم أنهم إما يكتبون لزملائهم، أو يعلمون الجماهير غير المتمايزة. يواجه مثقفو القرن العشرين مجموعة كاملة من المجموعات والإعلام ينتجون خطاباتهم الخاصة وفقًا لمنطقهم واهتماماتهم. وبالتالي لا يمكنهم التحكم في استقبال رسائلهم الخاصة، وبالتالي يرون تأثيرهم على هيكلة الثقافة المهددة. يؤكد العديد من المثقفين الجدد، مثل آلان فينكيلكروت وجورج شتاينر، قلقهم إزاء «الأمية» المتزايدة للجماهير. في الممارسة العملية، يبدو أنهم مهتمون بشكل أساسي بالأمية الثقافية العالية، وعدم القدرة على تقدير الفن الكلاسيكي والأدب الصعب.
إن الدفاع الأرستقراطي الجديد لما يسمى بالقيم الإنسانية عبر الوطنية والعالمية قد يرتبط في الغالب بمشروع سياسي محافظ. تشير العودة إلى القيم العالمية إلى إلغاء تجزئة أي مجموعة لا تتوافق مع هذه القيم. لذلك ليس من قبيل الصدفة أن تميل محاولات الولايات المتحدة لتحديد «تراث ثقافي أمريكي» مشترك إلى إهمال ثقافات مجموعات الأقليات العرقية. أو أن المعركة ضد اللغة الفرنسية (الفرنسية «الملوثة» باللغة الإنجليزية الأمريكية) في فرنسا كان يحاربها بشكل رئيسي المثقفون الذين يرون أن وضعهم التقليدي في المجتمع الفرنسي مهدد باستيراد المنتجات الثقافية الأمريكية، كما يصف Clem Robyns.

## القضايا المتكررة في الدراسات الثقافية الشعبية

### التفاعلات بين الثقافة الشعبية والشرعية
يعد عدم وضوح الحدود بين الثقافة العُليا والدنيا أحد الشكاوى الرئيسية التي قدمها المثقفون التقليديون حول المجتمع الجماهيري المعاصر. هناك عدد من الدراسات الاجتماعية حول المؤسسات الأدبية التي تتحمل مسؤولية هذا المزيج. ومن بين هذه الأولية هي نوادي الكتب التجارية، مثل نادي كتاب الشهر الذي يظهر منذ العشرينات. وصفت ردود الفعل العدوانية التي أثارتها جانيس رادوي  في «فضيحة Middlebrow». ووفقًا لرادواي، فقد اعتُبرت أندية الكتب فاضحة لأنها تخل عن بعض الفروق الأساسية للخطاب الثقافي. في مجتمع يطارده شبح التقييس الثقافي والتوجه نحو الأسفل، تجرأوا على وضع خيال «جدي» على نفس مستوى قصص المباحث وقصص المغامرة والسيرة الذاتية والقصص الشعبية. كانت نوادي الكتب فاضحة لأنها خلقت مساحة يمكن أن يلتقي فيها المرتفعون والمنخفضون.
بعد فترة وجيزة، تم تقديم مصطلح «الحواسيب الوسطى» لتأهيل هذه الظاهرة ورفضها باعتبارها تهديدًا لأصالة الثقافة العالية والشعبية. بعد أن أصبحت نوادي الكتب الإنتاج الضخم لشكل الورق المقوى، وكان تأثيرها أوسع نطاقًا. يمكن الاطلاع على المزيد حول هذا الموضوع في كتاب توماس بون. إنه يوضح من خلال الاستراتيجيات التفصيلية التي كان على المحررين المحترمين المحتملين اتباعها لإخفاء حقيقة أنه منذ الستينيات، استولى ناشروا الكتب المطبوعة على السيطرة في إنتاج أدب حقيقي.

### إمكانية وجود ثقافة شعبية «هدامة»
إن مسألة ما إذا كانت الثقافة الشعبية أو الثقافة الجماهيرية متحفظة بطبيعتها، أو ما إذا كان يمكن استخدامها في إستراتيجية تخريبية أيضًا،  يتم مناقشتها بشكل حار. يبدو مقبولاً على نطاق واسع أن أشكال الثقافة الشعبية يمكن أن تعمل في أي لحظة باعتبارها معادية للثقافات. "سوء الذوق" منتجات مثل المواد الإباحية والخيال الرعب، ويقول على سبيل المثال أندرو روس،  رسم جاذبيتها الشعبية على وجه التحديد من تعبيرها عن عدم احترام الدروس المفروضة من طعم المتعلمين. إنها تعبيرات عن الاستياء الاجتماعي من جانب الجماعات التي خضعت واستبعدت من قبل «المجتمع المتحضر» في يومنا هذا.
إن الإجابة على السؤال حول ما إذا كانت الثقافة الشعبية قادرة على مقاومة الإيديولوجية المهيمنة، أو حتى المساهمة في التغيير الاجتماعي. كثير من النقاد يقرؤون بسهولة الخيال والأفلام الشعبية على أنها «هجمات ضد النظام»، متجاهلين كل من الطرق الدقيقة التي تسنَّت بها الرسالة الثورية المزعومة، وقدرات المذاهب السائدة على استعادة الرسائل النقدية. تانيا مودليسكي في فيلم «إرهاب السرور»،  على سبيل المثال، تعرض أفلام الرعب الاستغلالية باعتبارها هجمات على الجوانب الأساسية للثقافة البرجوازية. هكذا أب أبا المحب يطيح طفله، ويتحول الكهنة إلى عبيد الشيطان. يدعي علماء آخرون  أنه من خلال عرض تحريفهم على أنه أفلام خارقة للطبيعة، أو على الأقل مرضية، تساهم بالتحديد في إدامة تلك المؤسسات.
وبالمثل، فإن العديد من النقاد يمدون القصص التي تتميز ببطل وحيد الذي يكافح من أجل مُثله العليا ضد نظام خامل وغير أخلاقي. وهكذا يرى جيم كولينز في الثقافات غير الشائعة  أن خيال الجريمة يعارض المخبر الخاص الذكي وقوة الدفاع الغير فعالة كنقد لانتقاد العدالة في الدولة. ومن ناحية أخرى، يوضح توماس روبرتس في كتابه «جماليات الخيال الخيالي» ،  دراسة عن الخلفية التاريخية لنموذج للمباحث الخاصة، وكيف ظهرت قصة المباحث في منتصف القرن التاسع عشر في الوقت الذي كانت فيه المؤسسة وضعت شرطة الدولة. كانت هذه القوة مكونة في الاساس من أشخاص من الطبقة الدُنيا، لكن مع ذلك تخلصوا من سلطة معينة على الطبقة العُليا. خفت المخاوف بين الطبقات العُليا لهذه القوة غير الخاضعة للرقابة من خلال تدشين الشرطة في قصص موضحه. تم إظهار عدم قدرتها على إصدار الحكم الصحيح بشكل وافٍ، وأجبرتهم على الرضوخ للفكر الفردي للمباحث والذي ينتمي دائمًا إلى الطبقة العُليا المهددة.
أخيرًا، ينبغي ذكر دراسات أمبرتو إيكو حول سوبرمان وجيمس بوند  كخرافات عن رؤية ثابتة للخير والشر كأمثلة مبكرة جدًا وواضحة لمزيج من التحليلات شبه السميائية والسياسية.
ولا يزال هناك طرق لشن التمرد في عصر وسائل الإعلام. قد تكون إحدى الطرق إدخال تغييرات تدريجية صغيرة في المنتجات التي تتفق مع متطلبات الإيديولوجية المهيمنة. بالطبع أن المشكلة هي أن الرسائل المعزولة تغرق في الخطاب ككل، وأنه يمكن استخدامها لتجنب التغييرات الحقيقية. ولكن يصف بعض العلماء كيف تستخدم قوى المعارضة منطق وسائل الإعلام لتخريبهم. في No No respect ،  يذكر أندرو روس حركة Yippie أواخر الستينيات. سوف Yippies تنظيم الأحداث الإعلامية، مثل حرق العام لسندات الدولار في وول ستريت، وبالتالي رسم تغطية إعلامية ثقيلة. جلبت سياسة المشهد هذه الثقافة المضادة مباشرة إلى الإعلام المحافظ وملأت أشكالها بمحتوى هدام.
سواء أكانت هذه الاستراتيجية فعالة أم لا، فإنها تشير إلى حقيقة مهمة وهي أن وسائل الإعلام ليست أعلى، ولكنها تعتمد على الجمهور. كما يقول آلان سوينجوود في كتاب «أسطورة الثقافة الجماهيرية» ،  فإن الرسائل الإيديولوجية التي تتلقاها وسائل الإعلام تتوسطها بالفعل شبكة معقدة من المؤسسات والخطابات. تنقسم وسائل الإعلام بحد ذاتها إلى عدد لا يحصى من الخطابات. وفي الأخير، يربط الجمهور هذه الرسائل بشكل هادف بالوجود الفردي من خلال وساطة الجماعات الاجتماعية والشبكات العائلية وغيرها التي ينتمون إليها.

### قائمة المراجع
- ثيودور دبليو أدورنو ، 1973-1986: جيساميليت شريفتين ، فرانكفورت أ. م: سورككامب.
- هيوستن بيكر ، 1989: «التعامل مع الأزمة»، ورقة قرأت في ندوة محو الأمية الثقافية في عصر الإعلام: صراع القيم ، في جامعة كاثوليك لوفين ، أغسطس 1989.
- رولاند بارثيس ، 1957: الأساطير ، باريس: إصدارات دو سويل.
- توماس ل. بون ، 1989: حركة المرور الكثيفة والثقافة العالية. المكتبة الأمريكية الجديدة كحارس بوابة أدبي في ثورة غلاف عادي ، كاربونديل / إدواردزفيل: مطبعة جامعة إلينوي الجنوبية.
- بيير بورديو 1971: "Le marché des biens symboliques"، في L'année sociologique 22: 49-126.
- بيير بورديو: Ce que parler veut dire. L'économie des échanges linguistiques ، Paris: Fayard.
- جون إدغار براوننج، 2018 "" رعب وفائدة القوطية كما مورد الثقافي وأداة حاسمة "بالغريف الاتصالات 4: 1-4 DOI: https://doi.org/10.1057/s41599-018-0092-x .
- نويل كارول ، فلسفة الفن الجماهيري ، أكسفورد: مطبعة كلاريندون.
- جيم كولينز ، 1989: ثقافات غير شائعة. الثقافة الشعبية وما بعد الحداثة ، نيويورك / لندن: روتليدج.
- Durham، Meenakshi G.؛ Kellner، Douglas M. (2012). Media and cultural studies: keyworks. Malden: Wiley-Blackwell. ISBN:9780470658086.  Durham، Meenakshi G.؛ Kellner، Douglas M. (2012). Media and cultural studies: keyworks. Malden: Wiley-Blackwell. ISBN:9780470658086.  Durham، Meenakshi G.؛ Kellner، Douglas M. (2012). Media and cultural studies: keyworks. Malden: Wiley-Blackwell. ISBN:9780470658086.
- أومبرتو إيكو ، 1986: رحلات في Hyperreality ، نيويورك: هاركورت.
- أومبرتو إيكو ، 1988 (1964، 1978): هيكل باد تاست ، أمستردام: بيرت باكر.
- Alain Finkielkraut ، 1987: La défaite de la pensée ، باريس: Gallimard.
- شارلز غريفل ، 1973: الإنتاج الروماني ، لاهاي / باريس: موتون.
- مارتن غلوجر ، 2012: الروح الجديدة للرأسمالية في الثقافة الشعبية: تحليل مقارن يركز على السينما المعاصرة القادمة. In: M. Arnold & P. asukasik (Eds.)، Europe and America in the Mirror: Culture، Economy، and History. كراكوف: نوموس ، ص.   165-182.
- يورغن هابرماس ، 1981: Theorie des kommunikativen Handelns ، فرانكفورت أ. م: سورككامب.
- تانيا مودليسكي ، 1986: «إرهاب المتعة. فيلم الرعب المعاصر ونظرية ما بعد الحداثة»، في تانيا مودليسكي (محرر)، دراسات في مجال الترفيه. المناهج النقدية للثقافة الجماهيرية ، بلومنجتون / إنديانابوليس: مطبعة جامعة إنديانا ، 155-167.
- شاندرا موكيرجي ومايكل شودسون ، 1991 (محرران)، إعادة التفكير في الثقافة الشعبية ، مطبعة جامعة كاليفورنيا
- توماس جيه. روبرتس ، 1990: جماليات الخيال الخيالي ، أثينا (جورجيا) / لندن: مطبعة جامعة جورجيا.
- كليم روبينز ، 1991: «ما وراء البعد الأول: الاتجاهات الحديثة في الدراسات الثقافية الشعبية»، في Joris Vlasselaers (محرر) الأمير والضفدع ، لوفين: ALW.
- كليم روبينز ، 1995: «الدفاع عن الهوية الوطنية»، في Andreas Poltermann (Ed.) Literaturkanon، Medienereignis، Kultureller Text . برلين: إريك شميدت.
- أندرو روس ، 1989: لا احترام. المثقفون والثقافة الشعبية ، نيويورك / لندن: روتليدج.
- باربرا سميث ، 1988: احتمالات القيمة: وجهات نظر بديلة للنظرية النقدية ، كامبريدج (ماساتشوستس) / لندن: مطبعة جامعة هارفارد.
- آلان سوينجوود ، 1977: أسطورة الثقافة الجماهيرية ، لندن: ماكميلان.

## روابط خارجية
- موارد دراسات الاتصالات - جامعة أيوا
- الدراسات الثقافية المركزية
- رابطة الثقافة الشعبية وجمعية الثقافة الأمريكية (PCA / ACA)